# 마법사 멀린
마법사 멀린(Merlin)은 2008년 9월 20일부터 2012년 12월 24일까지 BBC One에서 방영한 판타지 드라마이다.

## 줄거리
마법이 엄격히 금지된 세계에서 마법을 타고난 소년 멀린에 대한 이야기다.
아서왕의 신화에 나오는 '대마법사 멀린'을 재해석한 드라마. 신화에서는 아서왕의 대부격으로 나오는 멀린이, 이 드라마 속에서는 아서와 같은 또래의 소년으로 나온다.(그것도 시종으로.) 보통 아서왕 신화를 재해석한 드라마들과는 다르게, 멀린이라는 캐릭터에 주목을 했다는 점이 신선하다. 기본적인 기둥은 신화를 따르고 있지만, 세세한 설정과 에피소드에서 재해석한 부분이 많이 보인다. 거의 모티프만 따온 다른 이야기라고 생각해도 무방할듯.
멀린은 어쩌다 아서 왕자의 목숨을 구한 탓에 아서 왕자의 시종에 취직하게 된다. 그리고 자신의 운명이 '훗날 알비온을 통일할 위대한 왕이 될 아서 왕자를 지키는 것'이라는 이야기를 듣게 된다. 처음엔 운명에 순응하지 못하는 모습을 보이나, 점점 아서를 진심으로 신뢰하고 따르게 되면서 자신의 운명을 받아들인다. 시즌이 거듭될수록 투닥대면서도 서로를 누구보다 신뢰하는 아서와 멀린의 케미가 팍팍 터진다.

## 출연
- 콜린 모건 - 멀린(Merlin)
- 브래들리 제임스 - 아서 펜드래건(Arthur Pendragon)
- 에인절 콜비 - 귀네비어 "그웬"(Guinevere "Gwen")
- 케이티 맥그래스 - 모르가나(Morgana)
- 리처드 윌슨 - 가이우스(Gaius)
- 앤서니 헤드 - 우서 펜드래건(Uther Pendragon)
- 너새니얼 파커 - 애그러베인 드부아(Agravaine de Bois)
- 존 허트 - 드래곤
- 미셸 라이언 - 호수의 여인 "니뮤에"(Nimueh)
- 산티아고 카브레라 - 란슬롯(Sir Lancelot)
- 에이사 버터필드/알렉산더 블라호스 - 모드레드(Mordred)

## 한국판 성우진(KBS)
- 강수진 - 멀린(콜린 모건)
- 양석정 - 아서 펜드래건(브래들리 제임스)
- 유지원 - 모르가나(케이티 맥그래스)
- 황원 - 가이우스(리처드 윌슨)
- 오인실 - 그웬(에인절 콜비)
- 문관일 - 드래곤(존 허트)
- 장광 - 우서 펜드래건(앤서니 헤드)